# 小花大翼橙
小花大翼橙(Citrus micrantha)是一种野生的柑橘属植物，属于大翼橙类，源自菲律宾南部，特别是宿务省和薄荷省的岛屿。 两种变种已被发现：小花大翼橙 (C. micrantha var. micrantha)，俗称biasong，和 小果大翼橙 (C. micrantha var. microcarpa) ，俗称 samuyao。
小花大翼橙是青柠的祖种。  小花大翼橙和马蜂橙可能是异名，但后者的基因组数据不足以得出明确的结论。 